# 蕭鳴甲
蕭鳴甲（？—？），字尔先，號象林，湖廣汉阳府汉阳县人，民籍，明朝政治人物。

## 生平
万历二十八年（1600年）庚子科湖廣乡试舉人，三十二年（1604年）甲辰科进士，兵部觀政，三十三年授平湖知县，三十八年升户部主事，三十九年蘇松監兑，四十年升员外郎，四十一年考察，四十三年改京城武学教授，升國子監博士，四十五年升户部主事，四十八年升郎中，甘固管粮，天启三年京察。五年復除户部郎中，本年十二月升四川松潘兵备右参政。崇祯十年（1637年）時官至河南左布政使、分守汝南道，整饬信陽兵备。

## 家族
曾祖蕭珊，乡宾。祖父蕭遜，王府引禮舍人。父蕭良學，舉，庠生。母尹氏。具慶下。從兄蕭丁泰（進士）。弟翼甲、東甲、维甲。娶陳氏。